# Traversella
Traversella es una localidad y comune italiana de la provincia de Turín, región de Piamonte, con 386 habitantes.

## Evolución demográfica
| Gráfica de evolución demográfica de Traversella entre 1861 y 2001 |
|                                                                   |
| Fuente ISTAT - elaboración gráfica de Wikipedia                   |